# Рене Адлер
Рене Адлер (нім. René Adler, нар. 15 січня 1985, Лейпциг, НДР) — німецький футболіст, воротар. Срібний призер чемпіонату Європи 2008 року.

## Футбольна біографія
Рене Адлер зробив свої перші футбольні кроки в Лейпцигу в дитячо-юнацьких колективах міста. А з 12 років його зарахували до молодіжного складу місцевої команди «ВфБ Лейпциг». Виступаючи в численних юнацьких турнірах він привернув до себе увагу багатьох скаутів, внаслідок чого, в 14-15 років отримав запрошення від команд Німеччини та інших європейських країн. Рене вибрав команду з Леверкузена, відому з кінця 20-го століття, як кузня молодих талантів та продуктивна школа футболу.

## Період в Леверкузені
15-річний юнак перебрався до Леверкузена й під наставництвом клубного тренера воротарів Рудігера Воллборна (Rüdiger Vollborn) розпочав свої воротарські академії. Молодий футболіст мешкав в сім́'ї свого тренера, звідки перебрався до свого помешкання в 2006 році, коли почав регулярно виступати в основній команді.

## Досягнення
- Віце-чемпіон Європи: 2008
- Воротар року Німеччини: 2008

## Статистика
| Клуб                | Сезон   | Ліга | Ліга | Кубок | Кубок | Кубок Ліги | Кубок Ліги | Єврокубки | Єврокубки | Разом | Разом |
| Клуб                | Сезон   | Ігри | Голи | Ігри  | Голи  | Ігри       | Голи       | Ігри      | Голи      | Ігри  | Голи  |
| ------------------- | ------- | ---- | ---- | ----- | ----- | ---------- | ---------- | --------- | --------- | ----- | ----- |
| «Баєр» (Леверкузен) | 2006/07 | 11   | 0    | -     | -     | -          | -          | 4         | 0         | 15    | 0     |
| «Баєр» (Леверкузен) | 2007/08 | 33   | 0    | 1     | 0     | -          | -          | 10        | 0         | 44    | 0     |
| «Баєр» (Леверкузен) | 2008/09 | 31   | 0    | 6     | 0     | -          | -          | -         | -         | 37    | 0     |
| «Баєр» (Леверкузен) | 2009/10 | 31   | 0    | 2     | 0     | -          | -          | -         | -         | 33    | 0     |
| «Баєр» (Леверкузен) | 2010/11 | 32   | 0    | 2     | 0     | -          | -          | 10        | 0         | 44    | 0     |
| Разом               |         | 138  | 0    | 11    | 0     | —          | —          | 24        | 0         | 173   | 0     |
| Всього за кар'єру   |         | 138  | 0    | 11    | 0     | — ! —      | 24         | 0         | 173       | 0     |       |